# Klubowy Mistrz Polski w lekkiej atletyce
Klubowy Mistrz Polski w lekkiej atletyce – tytuł przyznawany w oparciu o ranking wszystkich zawodów rangi mistrzowskiej rozgrywanych przez kluby lekkoatletyczne w danym roku zarówno w Polsce oraz na arenie międzynarodowej. 
Kluby sklasyfikowane na miejscach I-III otrzymują Puchary.
Ranking klubów prowadzony jest przez Polski Związek Lekkiej Atletyki, według regulaminu w roku 2014 na tytuł Klubowego Mistrza Polski wpływają wyniki osiągnięte przez zawodników na zawodach:
- MPS – Mistrzostwa Polski Seniorów – w konkurencjach ujętych w programie igrzysk olimpijskich oraz w półmaratonie
- MMP – Młodzieżowe Mistrzostwa Polski
- MPJ – Mistrzostwa Polski juniorów
- OOM – Mistrzostwa Polski juniorów młodszych
- MMM – Międzywojewódzkie mistrzostwa młodzików
- Liga Seniorów – Ekstraklasa, 1 Liga, 2 Liga
- Liga juniorów – 1 Liga, 2 Liga
- LPP – Lekkoatletyczny Puchar Polski
- GP PZLA Biegi Przełajowe
- MŚ – Mistrzostwa Świata
- PŚ / World Relays – Puchar Świata
- DME / PE – Drużynowe Mistrzostwa Europy, Puchar Europy
- MŚJ – Mistrzostwa Świata Juniorów
- IO U18 – Mistrzostwa Świata Juniorów Młodszych
- MŚ / ME – MŚ i ME weteranów, 2 konkurencje

Regulamin zawodów podlega zmianom, głównie z powodu zmianom imprez rangi międzynarodowej.

## Zwycięskie kluby
Poniższa tabela prezentuje kluby, które w poszczególnych latach uplasowały się na pierwszych trzech miejscach w rankingu Klubowego Mistrza Polski.
| Rok  | I miejsce             | II miejsce            | III miejsce           |
| ---- | --------------------- | --------------------- | --------------------- |
| 2024 | AZS-AWF Warszawa      | Podlasie Białystok    | AZS-AWF Katowice      |
| 2023 | AZS-AWF Warszawa      | AZS UMCS Lublin       | Podlasie Białystok    |
| 2022 | AZS-AWF Warszawa      | AZS UMCS Lublin       | Podlasie Białystok    |
| 2021 | AZS-AWF Warszawa      | Podlasie Białystok    | AZS UMCS Lublin       |
| 2020 | AZS UMCS Lublin       | AZS-AWF Warszawa      | Podlasie Białystok    |
| 2019 | AZS UMCS Lublin       | Podlasie Białystok    | AZS-AWF Warszawa      |
| 2018 | Podlasie Białystok    | AZS-AWF Katowice      | AZS UMCS Lublin       |
| 2017 | Tytuł nie przyznawany | Tytuł nie przyznawany | Tytuł nie przyznawany |
| 2016 | Podlasie Białystok    | AZS-AWF Warszawa      | AZS AWF Wrocław       |
| 2015 | AZS-AWF Warszawa      | Podlasie Białystok    | AZS-AWF Kraków        |
| 2014 | Podlasie Białystok    | AZS-AWF Warszawa      | AZS-AWF Kraków        |
| 2013 | Podlasie Białystok    | AZS-AWF Kraków        | Zawisza Bydgoszcz     |
| 2012 | Podlasie Białystok    | AZS-AWF Warszawa      | AZS-AWFiS Gdańsk      |
| 2011 | Podlasie Białystok    | Zawisza Bydgoszcz     | AZS-AWF Warszawa      |
| 2010 | AZS-AWF Warszawa      | Zawisza Bydgoszcz     | Podlasie Białystok    |
| 2009 | AZS-AWF Warszawa      | AZS-AWF Kraków        | AZS-AWFiS Gdańsk      |
| 2008 | AZS-AWF Warszawa      | AZS-AWF Kraków        | Podlasie Białystok    |
| 2007 | AZS-AWF Warszawa      | AZS-AWF Kraków        | AZS-AWFiS Gdańsk      |
| 2006 | AZS-AWF Warszawa      | AZS-AWF Kraków        | AZS AWF Wrocław       |
| 2005 | b.d.                  | b.d.                  | b.d.                  |
| 2004 | b.d.                  | b.d.                  | b.d.                  |
| 2003 | b.d.                  | b.d.                  | b.d.                  |
| 2002 | b.d.                  | b.d.                  | b.d.                  |
| 2001 | b.d.                  | b.d.                  | b.d.                  |
| 2000 | b.d.                  | b.d.                  | b.d.                  |
| 1999 | b.d.                  | b.d.                  | b.d.                  |
| 1998 | b.d.                  | b.d.                  | b.d.                  |
| 1997 | b.d.                  | b.d.                  | b.d.                  |
| 1996 | b.d.                  | b.d.                  | b.d.                  |